# Yola (plaats)
Yola is een stad in Nigeria en is tevens de hoofdstad van de staat Adamawa. Yola heeft ongeveer 528.000 inwoners.
Yola bestaat uit twee afzonderlijke delen. De oude stad van Yola waar de Lamido wonen is een traditionele stad, maar de nieuwe stad Jimeta (ongeveer 5 km NW) is het administratieve en commerciële centrum. De algemene term Yola wordt nu gebruikt voor beide. Bestuurlijk is Yola ook opgedeeld in twee Local Governance Area's (LGA): Yola North met Jimeta en Yola South met het oude Yola. Samen hadden deze LGA's in 2006 een bevolking van 395.871 inwoners en in 2016 naar schatting 528.000 inwoners.

## Geschiedenis
Gesticht in 1841, werd Yola de hoofdstad van een Fulani-staat totdat deze werd overgenomen door het Verenigd Koninkrijk in 1901.

## Geografie
De stad is gelegen aan de Benue. In het noorden is het Mandaragebergte en in het zuiden het Shebshigebergte met Dimlang (Vogel) Peak als hoogste punt (2042 m). Yola is een toegangspunt voor het Gashaka Gumpti Natuurreservaat en het Mambilla-plateau.
Overdag komen temperaturen voor van meer dan 40 °C gedurende het droge seizoen.

## Religie
Yola is de zetel van een rooms-katholiek bisdom.